# Holdorf (Basse-Saxe)
Pour les articles homonymes, voir Holdorf.
Holdorf est une commune d'Allemagne, dans l'arrondissement de Vechta en Basse-Saxe.

## Géographie
Holdorf est située dans le nord de l'Allemagne, au nord-ouest de Damme.

### Quartiers
- Holdorf
- Amtern
- Diekhausen
- Fladder
- Fladderlohausen
- Gramke
- Grandorf
- Handorf
- Holdorf-Bahnhof
- Ihorst
- Langenberg
- Scheelenhorst
- Wahlde

## Histoire
Holdorf a été mentionnée pour la première fois dans un document officiel en 1188.